# Жизнь и приключения в тайге
«Жизнь и приключения в тайге» — сборник из путевых заметок «Юбилейной» экспедиции Приамурского отдела ИРГО (1908—1910 гг.) и, частично, секретной экспедиции 1912 года, написанных начальником экспедиций Владимиром Клавдиевичем Арсеньевым для хабаровской газеты «Приамурье», составленный после смерти их автора литератором Марком Азадовским.